# Epalpus leucomelanus
Epalpus leucomelanus är en tvåvingeart som först beskrevs av Walker 1849.  Epalpus leucomelanus ingår i släktet Epalpus och familjen parasitflugor. Inga underarter finns listade i Catalogue of Life.